# Oudenhoorn
Oudenhoorn is een dorp in de gemeente Voorne aan Zee, op het eiland Voorne in de Nederlandse provincie Zuid-Holland. Het dorp heeft 1.290 inwoners (2023).

## Geschiedenis

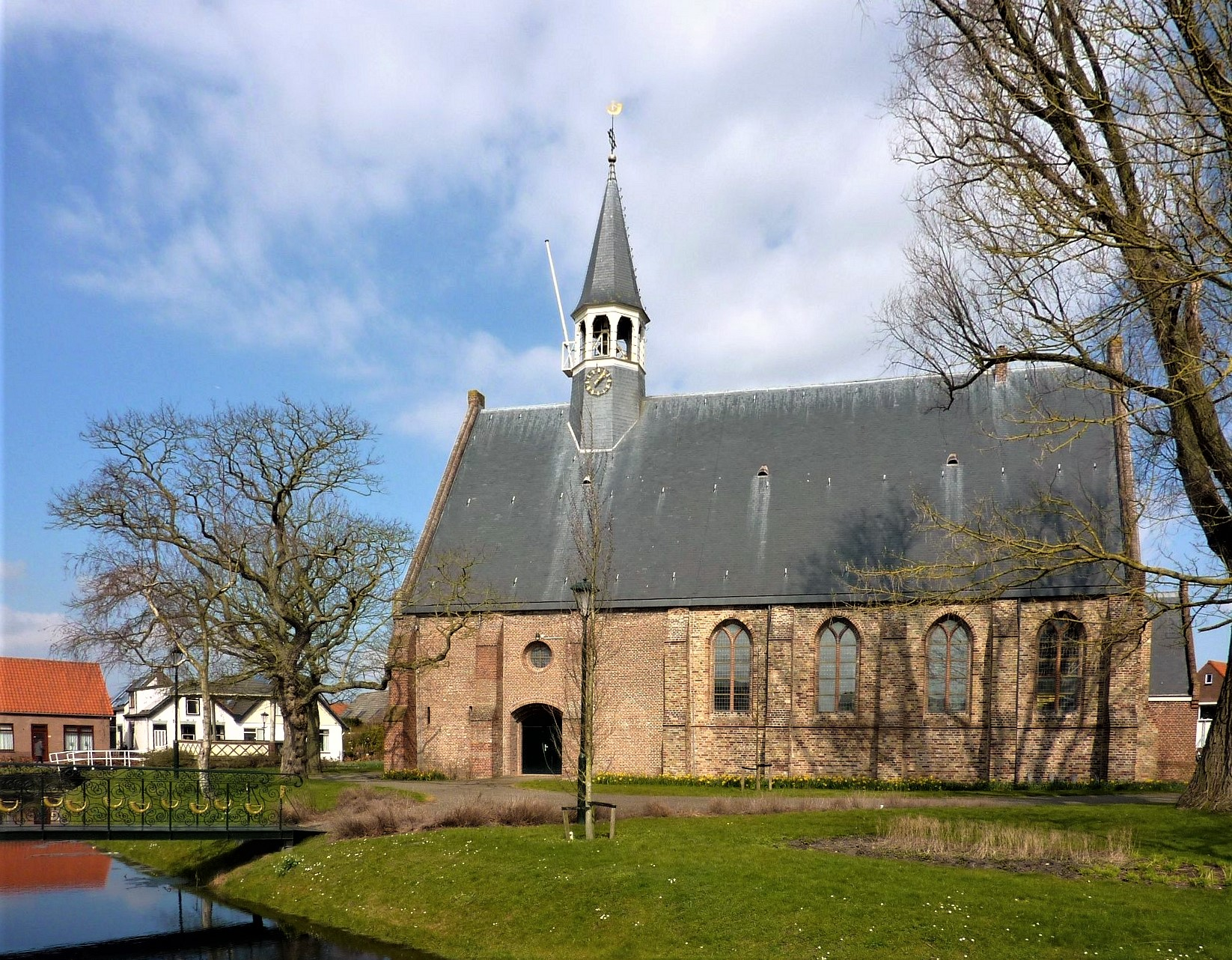
De kerk in Oudenhoorn

Oudenhoorn is een ontgonnen nieuwlandpolder, ontstaan uit een aantal schorren van het oude Hellevoetsluis.
In Oudenhoorn werd de kerk zodanig gebouwd dat er aan alle vier de zijden bebouwing kon ontstaan, met de middeleeuwse kerk in het centrum. Oudenhoorn heeft rechthoekig verkavelde polders, met voornamelijk grote hoeven.
De gemeente Oudenhoorn, die was ingesteld op 1 januari 1812, werd op 1 januari 1980 opgeheven. Oudenhoorn werd toen een onderdeel van de nieuw ingestelde gemeente Bernisse. Bernisse en Spijkenisse gingen op 1 januari 2015 op in de nieuw ingestelde gemeente Nissewaard. Op 1 januari 2018 heeft een grenscorrectie gezorgd dat Oudenhoorn niet meer onder Nissewaard viel, maar onder de gemeente Hellevoetsluis. De gemeente Hellevoetsluis fuseerde op 1 januari 2023 met de gemeentes Brielle en Westvoorne tot een nieuwe gemeente Voorne aan Zee.

## Geboren in Oudenhoorn
- Adrie Poldervaart (1970), voetbaltrainer
- Ineke Riem (1980), schrijfster, dichteres en illustratrice
- Romano Bijl (1986), voetballer